# Camtel Volleyball Championship (damer)
Camtel Volleyball Championship är den högsta serien i volleyboll för damer i Kamerun. Bafia Evolution är regerande mästare efter att 2021/2022 ha vunnit sitt sjunde mästerskap. Förutom äran får vinnaren också 500 000 CFA-franc.

## Resultat per säsong
| Säsong                  | Podium          | Podium          | Podium            |
| Mästare                 | Tvåa            | Trea            |                   |
| ----------------------- | --------------- | --------------- | ----------------- |
| 2011 mer information    | INJS            |                 |                   |
| 2012 mer information    | INJS            |                 |                   |
| 2013 mer information    | INJS            |                 |                   |
| 2014 mer information    | INJS            |                 |                   |
| 2015 mer information    | INJS            |                 |                   |
| 2016 mer information    | INJS            | FAP VB          |                   |
| 2017 mer information    | INJS            |                 |                   |
| 2018 mer information    | INJS            | Bafia Evolution | Nyong-et-Kéllé VB |
| 2019 mer information    | ?               |                 |                   |
| 2020 mer information    | ?               |                 |                   |
| 2020-21 mer information | Bafia Evolution | FAP VB          |                   |
| 2021-22 mer information | Bafia Evolution | FAP VB          | Nyong-et-Kéllé VB |